# Symphonie no 4 de Sibelius
Pour les articles homonymes, voir Symphonie no 4.
La symphonie no 4 en la mineur, op. 63,  de Jean Sibelius a été écrite par le compositeur au début  de 1910 et a été achevée un an plus tard. Elle est le fruit d'une période de doutes du compositeur et marque une fois de plus une rupture avec la symphonie précédente.
Période de doutes à la fois sur lui-même (opération d'un cancer de la gorge en 1908) ainsi que sur l'avenir de son œuvre.

## Historique
D'après François-René Tranchefort, « l'heure est aux Ballets russes, aux opéras de Richard Strauss et aux autres "tapages" du monde musical qui isolent profondément le compositeur finlandais. » On peut noter que l'œuvre est également contemporaine du Pierrot lunaire d'Arnold Schönberg et de la sonate pour piano op. 1 ou du quatuor op. 3 d'Alban Berg. C'est incontestablement la plus dépouillée et la plus audacieuse des symphonies de Sibelius, ce qui explique peut-être la froideur de l'accueil qu'elle reçut à l'époque et encore aujourd'hui.
Toujours selon François-René Tranchefort, la Quatrième symphonie est « l'antithèse de la symphonie mahlérienne » par son austérité.
La création a été faite à Helsinki le 3 avril 1911 par l'Orchestre philharmonique d'Helsinki dirigé par Jean Sibelius.

## Orchestration

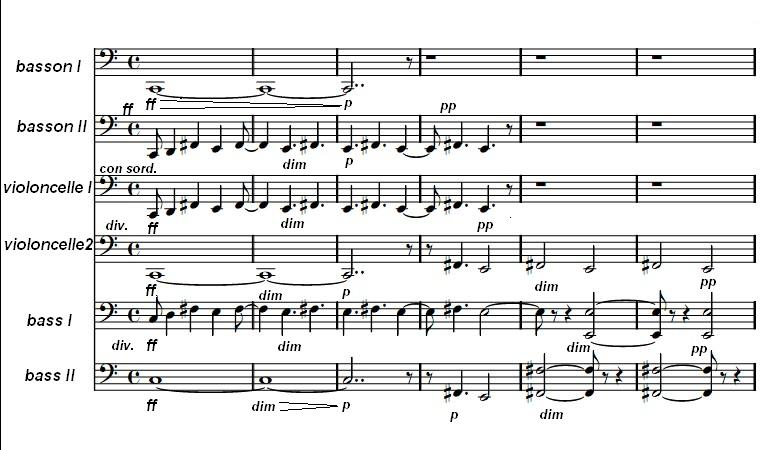
premières mesures de la symphonie no 4 de Sibelius

| Instrumentation de la symphonie no 4                                 |
| Cordes                                                               |
| premiers violons, seconds violons, altos, violoncelles, contrebasses |
| Bois                                                                 |
| 2 flûtes, 2 clarinettes si bémol, 2 hautbois, 2 bassons              |
| Cuivres                                                              |
| 4 cors en fa, 2 trompettes en fa, 3 trombones                        |
| Percussions                                                          |
| timbales, cloches                                                    |

## Structure
Elle comprend quatre mouvements, le second étant un court allegro de transition. Elle dure approximativement 33-35 minutes.
1. Tempo molto moderato, quasi adagio
2. Allegro molto vivace
3. Il tempo largo
4. Allegro